# Новомихайлівський
Новомихайлівський (адиг. Ныджэ псыхъу) — смт, курортне селище в Туапсинському районі Краснодарского краю. Населення — 10,2 тис. осіб (2002).
Селище розташоване в долині річки Нечепсухо і її притоки Псебе при впаданні першої в Михайлівську бухту Чорного моря. Автотраса М4 Туапсе — Новоросійськ, 33 км до Туапсе, 14 км до Джубги.

## Історія
- Станицю Ново-Михайлівська засновано у 1864, у складі Шапсугського берегового батальйону на місці виселенного шапсугського аулу. Ім'я станиця отримала на честь укріплення Михайлівського (на місці сучасної Архипо-Осипівки).
- У 1870 після розформування Шапсугського батальйону селище перетворено на деревню Новомихайлівка, що пізніше стала селом.
- З 13 липня 1966 — курортне селище Новомихайлівський.

У кількох місцях сучасного селища збереглися руїни середньовічного міста, який сучасні дослідники ототожнюють з грецької колонією Никопсія (Никопсис).

## Адміністративний поділ
До складу Новомихайлівського міського поселення крім селища Новомихайлівський входять також:
- село Ольгінка (1 860 чол.)
- село Пляхо (1 002 чол.)
- аул Псебе (523 чол.)
- село Подхребтове (69 чол.)
- селище пансіонату Ольгінка (801 чол.)
- селище санаторію Агрія (243 чол.)
- селище санаторію «Черноморье» (184 чол.)
- селище бази відпочинку «Ласточка» (47 чол.)
- селище будинку відпочинку «Кубань» (63 чол.)
- селище туристичної бази «Приморский» (157 чол.)
- селище ДОЛ «Електрон» (63 чол.)

Населення (1999) всього 15 417 осіб.

## Відомі люди
- Лебедєв Павло Валентинович — український політик, міністр оборони України.